# JR北海道ナハ29000形客車
ナハ29000形客車（ナハ29000がたきゃくしゃ）は、北海道旅客鉄道（JR北海道）に所属していた客車である。2000年（平成12年）から2003年（平成15年）にかけて、貨車からの改造により3両が製作された。

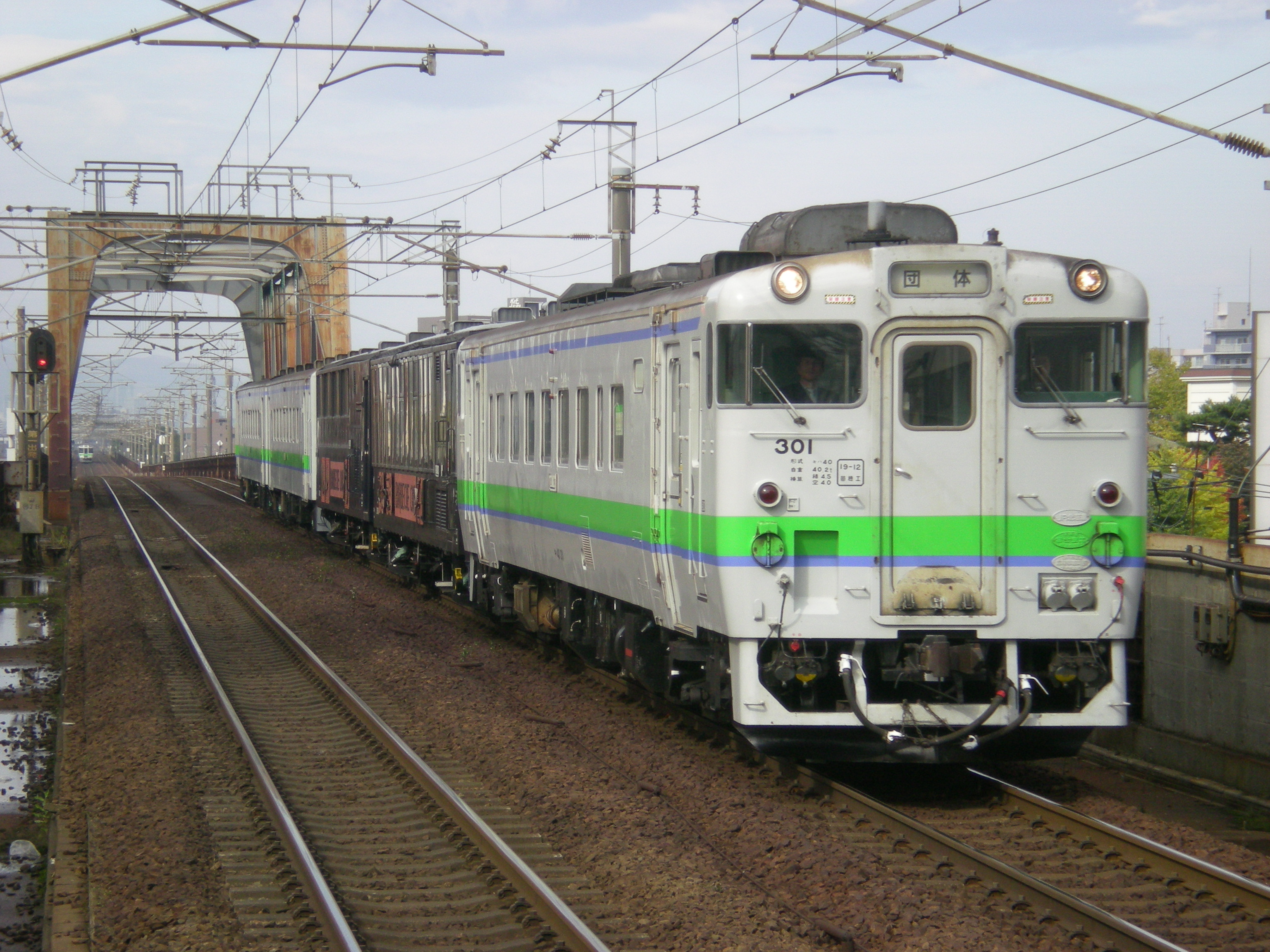
ナハ29000形を組み込んだバーベキュー列車

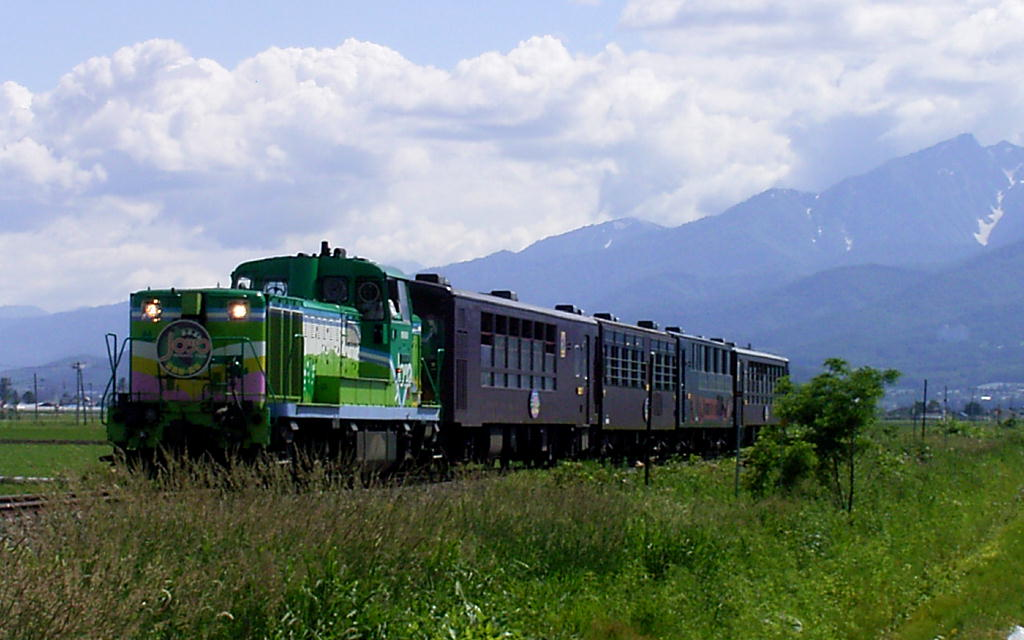
ナハ29003を中間に組成した「富良野・美瑛ノロッコ号」

## 概要
JR北海道が道内各地で運行するトロッコ列車「ノロッコ号」の編成増強、道内各地でのイベント列車への充当のため、座席にバーベキュー用の調理設備を設けた「バーベキューカー」として企画され、2000年と2001年（平成13年）に各1両（ナハ29001, ナハ29002）が製作された。2003年には富良野線のトロッコ列車「富良野・美瑛ノロッコ号」増結用として、調理設備をもたないナハ29003が製作された。
いずれも、道内で「カートレイン」に使用されていた高速有蓋車ワキ10000形からの改造車である。
形式番号の29000は、バーベキューの主材料である肉（ニク＝29）にかけた語呂合わせで、日本国有鉄道時代に制定された車両称号規程に則ったものではない。
新旧番号対照および改造所、年月日は次のとおりである。
- ナハ29001 ← ワキ10152 NH 2000/10/20
- ナハ29002 ← ワキ10165 GK 2001/07/08
- ナハ29003 ← ワキ10062 NH 2003/06/09

## 仕様・構造
車体は貨車時代の側面構造をすべて撤去し、「ノロッコ号」用の車両に準じた形状のポリカーボネート製簡易窓を取り付けている。妻面はプレス加工鋼板の部材を撤去し、旅客車用の貫通路と窓を設けている。ナハ29002では50系客車と同様の 1 m 幅の片開き式客用扉を設けた。台車は種車のものが流用されている。
車内は電気式ホットプレート付のテーブルをはさんだ4人掛けのボックスシートを設ける。座席やテーブルは難燃性の木材が用いられている。当初は炭火の使用も検討されたが、防火上の見地から電気式のホットプレートとされた。このほか、冷蔵ショーケースや手洗い設備の他、電源装置や非常口も設けられた。各種設備の配置はナハ29001とナハ29002で異なり、外観には大きな差異がある。
車体には"BARBECUE CAR"のロゴと、食材や調理器具をあしらったパターンが描かれている。調理器具の意匠はそのまま車体に貼り付けられている。
ナハ29003では調理設備を設けず、車両中央部に機器室と荷物室が設けられた以外は全て客室とされ、客用扉も設けられていない。テーブル付の4人掛けボックスシートを1600mm間隔で片側7組、合計14組設置し、定員は56名で、側窓は「引き違い式」とされた。屋根には室温上昇を防ぐ耐熱塗料を塗布する。

## 運用等

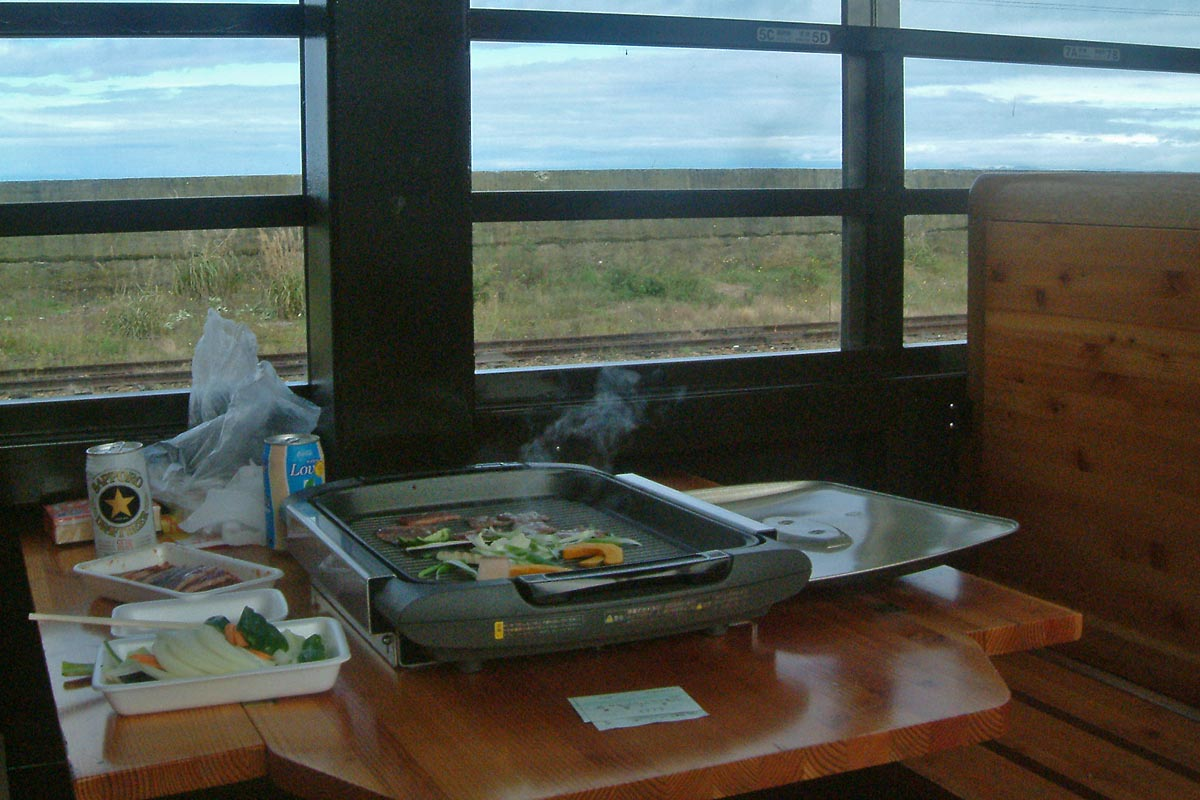
バーベキュー時

ナハ29001, ナハ29002は釧路運輸車両所に、ナハ29003は旭川運転所に配置された。
ナハ29001が2000年（平成13年）に「狩勝パノラマノロッコ号」としてデビュー。北海道名物のジンギスカン鍋をはじめ、列車でバーベキューを楽しむことのできる車両として、客車ノロッコ編成の中間に併結される他、気動車と併結可能な構造を活かし、キハ40形やキハ141系との併結で運行された。
ナハ29003はトロッコ列車「富良野・美瑛ノロッコ号」の編成車両として、富良野線を主として使用されていた。
また、多客期にはナハ29002が増結車両として、編成に加わることがあった。
種車の製造からおよそ半世紀が経過して老朽化が顕著になったことから、トップナンバーのナハ29001は、2015年（平成27年）3月31日付で廃車となった。また、ナハ29003も2015年度後期に廃車され、最後まで残存したナハ29002も2018年（平成30年）3月31日付で廃車された。

### 主な列車
過去にバーベキューカーが連結されて運転されたことがある主な列車を挙げる。
- 狩勝パノラマノロッコ号[4]
- 厚岸湖バーベキュー号[4]
- 塩狩峠さくらノロッコ号（旭川駅 - 名寄駅間）[9]
- 増毛ノロッコ号（旭川駅 - 増毛駅間）[9]
- 大沼・流山温泉バーベキュー号（函館駅 - 森駅間）[4][9]
- 富良野・美瑛ノロッコ号（旭川駅 - 富良野駅間）